# Joana d'Arc (pel·lícula de 1948)
|  | Aquest article tracta sobre una pel·lícula de 1948. Vegeu-ne altres significats a «Joana d'Arc (desambiguació)». |

Joana d'Arc (títol original en anglès, Joan of Arc) és una pel·lícula dirigida per Victor Fleming i estrenada el 1948. Aquest film explica l'epopeia de Joana d'Arc. S'ha doblat i subtitulat al català.

## Repartiment
- Ingrid Bergman: Joana d'Arc
- Francis L. Sullivan: Pierre Cauchon
- J. Carrol Naish: John, Comte de Luxembourg
- Ward Bond: La Hire
- Shepperd Strudwick: pare Massieu
- Gene Lockhart: Georges de la Trémouille
- John Emery: el Duc d'Alençon
- Leif Erickson: Jean de Dunois
- Cecil Kellaway: Jean le Maistre
- José Ferrer: Carles VII de França
- Selena Royle: Isabelle d'Arc
- Robert Barrat: Jacques d'Arc
- Jimmy Lydon: Pierre d'Arc
- Rand Brooks: Jean d'Arc
- Roman Bohnen: Durand Laxart
- Irene Rich: Catherine le Royer
- Nestor Paiva: Henri le Royer
- John Ireland: Capità Jean de la Boussac
- Henry Brandon: Capità Gilles de Rais
- William Conrad: Guillaume Erard
- George Coulouris: Sir Robert de Baudricourt, governador de Vaucouleurs

## Premis i nominacions

### Premis
- Oscar honorífic per Walter Wanger
- Oscar a la millor fotografia per Joseph A. Valentine, William V. Skall, Winton C. Hoch
- Oscar al millor vestuari per Dorothy Jeakins, Barbara Karinska

### Nominacions
- Oscar a la millor actriu per Ingrid Bergman
- Oscar al millor actor secundari per José Ferrer
- Oscar a la millor direcció artística per Richard Day, Casey Roberts, Joseph Kish
- Oscar al millor muntatge per Frank Sullivan
- Oscar a la millor banda sonora per Hugo Friedhofer